# Лисинов, Виктор Богданович
Виктор Богданович Лисинов (Лисинян) (23 ноября 1896, Тифлис — 9 октября 1971, Тбилиси) — советский генерал-майор, участник Великой Отечественной войны, командир 242-й горнострелковой дивизии, кавалер многих советских и иностранных наград.

## Биография
С начала Великой Отечественной до 1942 года командовал 217-м армейским запасным полком в составе Крымского и Северо-Кавказского фронтов. С 1943 года командовал 242-й горнострелковой дивизией. Дивизия под его командованием принимала участие в битве за Кавказ, Крымской наступательной операции, Восточно-Карпатской операции, Западно-Карпатской операции, Братиславско-Брновской наступательной операции.
В октябре 1943 года за отличие в боях Новороссийско-Таманской операции дивизии Верховным Главнокомандующим было присвоено наименование «Таманская», а её командиру Виктору Богдановичу Лисинову — звание генерал-майора.
11 апреля 1944 года Верховный Главнокомандующий за образцовое выполнение задач по наступлению на Керченском полуострове в ходе Крымской наступательной операции в составе Приморской армии объявил благодарность всему личному составу дивизии. 24 апреля Президиум Верховного Совета СССР наградил дивизию орденом Красного Знамени.
Для освобождения Чехословакии в мае 1945 года большое стратегическое значение имела Моравская Острава — крупный промышленный центр страны и важный железнодорожный узел. Город был сильно укреплён немцами. К нему были стянуты многие немецкие дивизии. В боях за город участвовали несколько армий 4-го Украинского фронта, в том числе 1-я гвардейская, в которую входила 242-я дивизия. За активное участие в освобождении города дивизия была награждена орденом Кутузова II степени.

## Награды
- орден Ленина (17.05.1951)
- три ордена Красного Знамени (06.10.1943; 12.05.1944; 06.05.1946)
- орден Суворова II степени (23.05.1945)
- орден Красной Звезды (06.11.1942)
- Медаль «За боевые заслуги» (03.11.1944)
- Медаль «За оборону Кавказа»;
- Медаль «За победу над Германией в Великой Отечественной войне 1941—1945 гг.»;
- Юбилейная медаль «30 лет Советской Армии и Флота»;
- Юбилейная медаль «Двадцать лет Победы в Великой Отечественной войне 1941—1945 гг.»;

Иностранные награды:
- Орден Белого льва (Чехословакия);
- Чехословацкий Военный крест (Чехословакия);
- Дукельская памятная медаль (Чехословакия);
- Медаль Победы и Свободы (Польша).